# Puerto López (Colombia)
Puerto López es un municipio colombiano ubicado en el departamento del Meta, siendo además uno de los más importantes puertos fluviales sobre río Meta y está localizado a 86 km al este de Villavicencio.
Es conocido nacionalmente como el Ombligo de Colombia debido a que coincide con el centro geográfico del territorio continental del país, toda vez que según el Instituto Geográfico Agustín Codazzi, al promediar la latitud y la longitud de Colombia, el municipio de Puerto López se encuentra en un punto equidistante, por tal razón se elevó en el Alto de Menegua una obra escultural en forma de obelisco realizada por el escultor colombiano Miguel Roa Iregui, mediante dicha obra se describe gráficamente la ubicación geográfica, industria y economía, cultura, flora y fauna de este municipio del llano colombiano.

## Toponimia
Llamado así a honor del expresidente de Colombia, Alfonso López Pumarejo. 

## División Político-Administrativa
Su Cabecera municipal se encuentra dividida en los barrios:  
Abel Rey, Bello Horizonte, Centro, Ciudad Jardín, Clemente Naranjo, Comuneros, El Porvenir, El Prado, El Vergel, Gaitán, Guadalupe, Juana Sofia, Julio Flórez, La Laguna, La Unión, La Venturosa, La Victoria, Los Mangos, Menegua, Nueve de Abril, Policarpa, Santander, Villa Del Rio, Villa Modelia, Villa Suiza.
Puerto López tiene bajo su jurisdicción los siguientes centros poblados:
- Altamira
- Bocas del Guayuriba
- Chaviva
- El Tigre
- Guichiral
- La Balsa
- Pachaquiaro
- Pueblo Nuevo (Getsemaní)
- Puerto Guadalupe
- Puerto Porfía
- Remolino

## Historia
Fundada el 1 de mayo de 1935 como población y puerto fluvial, inicialmente fue un hato, luego hacienda, fundación y poblado en la intendencia del Meta que ordenó la creación del corregimiento Yacuana con cabecera, para luego el 3 de mayo de 1937 convertirse en corregimiento Puerto Alfonso López Pumarejo. El 20 de julio de 1955 obtiene su nombre definitivo de municipio de Puerto López, de acuerdo con el decreto nacional N.º 2543 aprobado en 1945.
Las tierras de lo que hoy es el municipio Puerto López, anteriormente fueron tierras dadas en pago a mercenarios ingleses como deuda de abonos de guerra del tiempo de gesta de independencia, por aquella época los primeros pobladores existentes en dichas tierras eran comunidades indígenas que solamente eran exploradores de paso, sin embargo hacia el 1925 se establecieron los primeros habitantes en dichas tierras, los habitantes que comenzaron a colonizar denominaron inicialmente las tierras de Puerto López como Chaviva (Paso del Tigre) para más adelante convertirse en resguardo indígena el Turpial-La Victoria.
Los otros pobladores que comenzaron a colonizar las tierras del municipio de Puerto López eran los viajeros de paso que se movilizaban a través del río Meta y Metica hacia Cabuyaro y Venezuela, cabe destacar que otra población de colonos fueron los provenientes del proyecto carreteable que abrió carretera entre el municipio y el resto del país, los cuales se asentaron en las tierras de los yacuana. Por aquel entonces ya las tierras eran una hacienda de nombre yacuana propiedad de los convers que eran extranjeros de ascendencia inglesa los cuales eran propietarios de toda la tierra que conforma actualmente el municipio. Las tierras eran usadas por aquella época como hatos de ganado y de siembra los cuales habían sido puestos en cuido por parte de los convers al señor Clemente Naranjo y su cuñado Abel Rey. Hombres que más tarde se convertirían oficialmente en los primeros pobladores del municipio permanentes en dichas tierras.
Durante la Violencia, fue bombardeada por el ejército en 1952 en su campaña contra la guerrilla liberal en Los Llanos. 

## Geografía

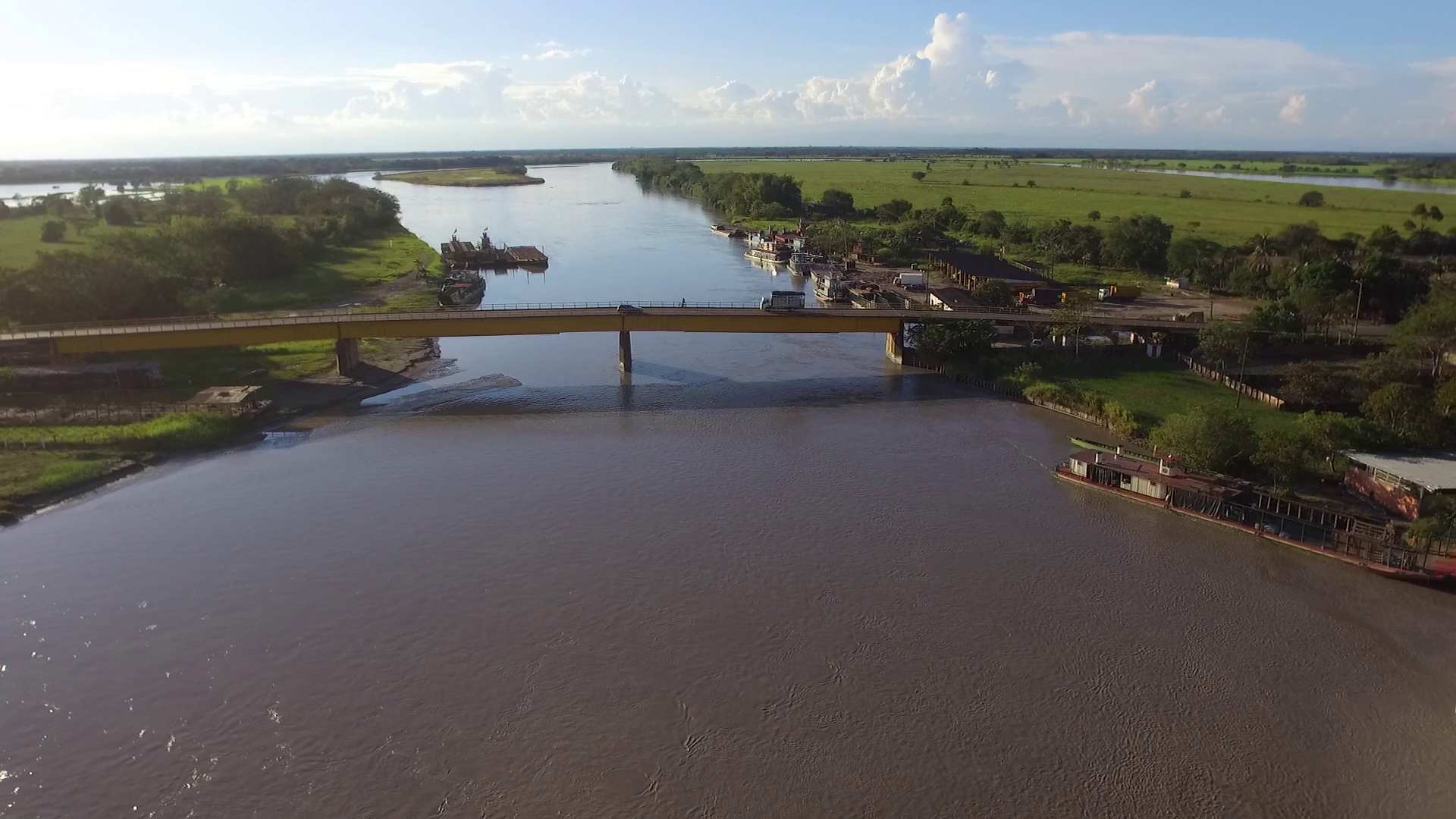
Puente Carlos Lleras Restrepo en el río Meta.

El municipio tiene una extensión total de 6.898 km². La principal vía de acceso es a través de la carretera que la une a Villavicencio. También se comunica con toda la extensión de los Llanos Orientales a través del río Meta y con Venezuela a través del río Orinoco. La mayor parte del municipio se ubica en zonas donde el promedio de la temperatura está entre los 26 °C y 26.5 °C, siendo febrero y marzo los meses más cálidos con valores entre los 27 °C y 28 °C y junio y julio los más fríos con valores promedios de 24 °C. Las temperaturas máximas absolutas han superado los 39.4 °C y las mínimas absolutas han descendido hasta los 14 °C.
Dentro de la red hidrológica y fluvial que recorre el municipio, el río Meta es el más importante, este es a su vez uno de los afluentes del río Orinoco. Hacia el Suroeste se encuentra con el río Humadea. Al norte se encuentra el río Guayuriba. Donde confluyen el Humadea con el Guayuriba se forma el río Metica que debajo de Puerto López recibe por el margen izquierdo los mayores afluentes como el río Humea.

### Límites municipales
Puerto López limita con casi todos los municipios de su departamento, excepto al noreste con Casanare. 
| Noroeste: Restrepo y Cumaral (Río Guatiquía)           | Norte: Villanueva y Tauramena ( Casanare) (Río Meta) | Nordeste: Maní ( Casanare) (Río Meta)         |
| Oeste: Villavicencio                                   |                                                      | Este: Puerto Gaitán (Ríos Yucao y Manacacías) |
| Suroeste: San Carlos de Guaroa (Ríos Guayuriba y Meta) | Sur: San Martín (Río Melúa)                          | Sureste: Puerto Gaitán (Río Manacacías)       |

## Economía
Este municipio y sus alrededores son considerados la región agrícola más importante del departamento. Se destacan los cultivos de arroz, maíz, yuca y frutales. También destacan como actividades económicas la ganadería, pesca, el comercio, el transporte, la prestación de servicios públicos y de manera incipiente la agroindustria.
Entidades bancarias
- Banco B.B.V.A. (antiguo Banco Ganadero)
- Banco Agrario
- Bancolombia
- Banco de Bogotá
- Mundo Mujer

## Cultura

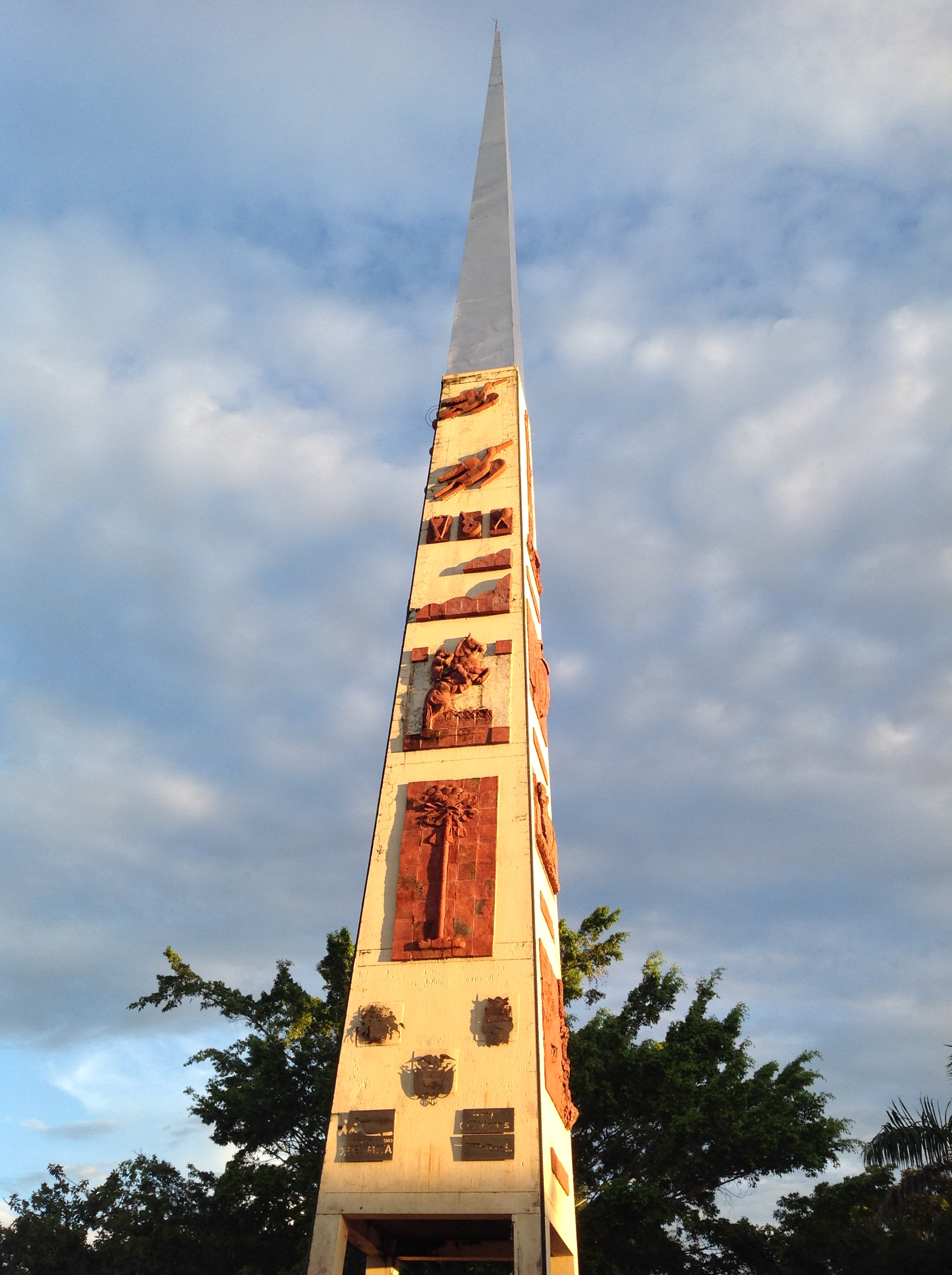
Obelisco.

### Lugares de interés

#### El Obelisco
El Obelisco en el centro geográfico de Colombia ubicado en el Alto de Menegua a 10 km por la vía que conduce al municipio de Puerto Gaitán allí se encuentra el pozo de los deseos. Es la mayor altura de la serranía del mismo nombre en la jurisdicción municipal de Puerto López. Desde allí se puede contemplar el paisaje conformado por las serpentinas corrientes del río Meta, en su tránsito por la sabana abierta y el lugar lleno de irregulares montículos.
Adicionalmente en los últimos años la cultura hace parte fundamental del desarrollo de Puerto López, es común escuchar la música llanera propia de la región y de su gente.
Allí  se levanta un obelisco en cuyas caras hay trabajos artísticos elaborados en terracota que exaltan el patrimonio cultural, histórico, económico y ambiental de la región metense. Esta obra fue elaborada por Miguel Roa Iregui. Cerca se encuentra el mojón  que demarca el centro geográfico de Colombia.
Los amaneceres y atardeceres de Menegua han sido fuente de inspiración de poetas y cantores, como en el caso del Jorge Villamil, quien allí compuso la canción Luna Roja.
Las principales Actividades de Turísticas que se pueden encontrar en esta región son las relacionadas con el trabajo de llano, pesca, paseo por el río Meta y Metica, avistamiento de aves, visita al parque Avestruz, caminatas ecoturisticas por los senderos principales del alto menegua. También están los caños de la venturosa, la Ema y Potosí.
También se está trabajando en un Ecomuseo de la pesca artesanal.
Parque el Canoero

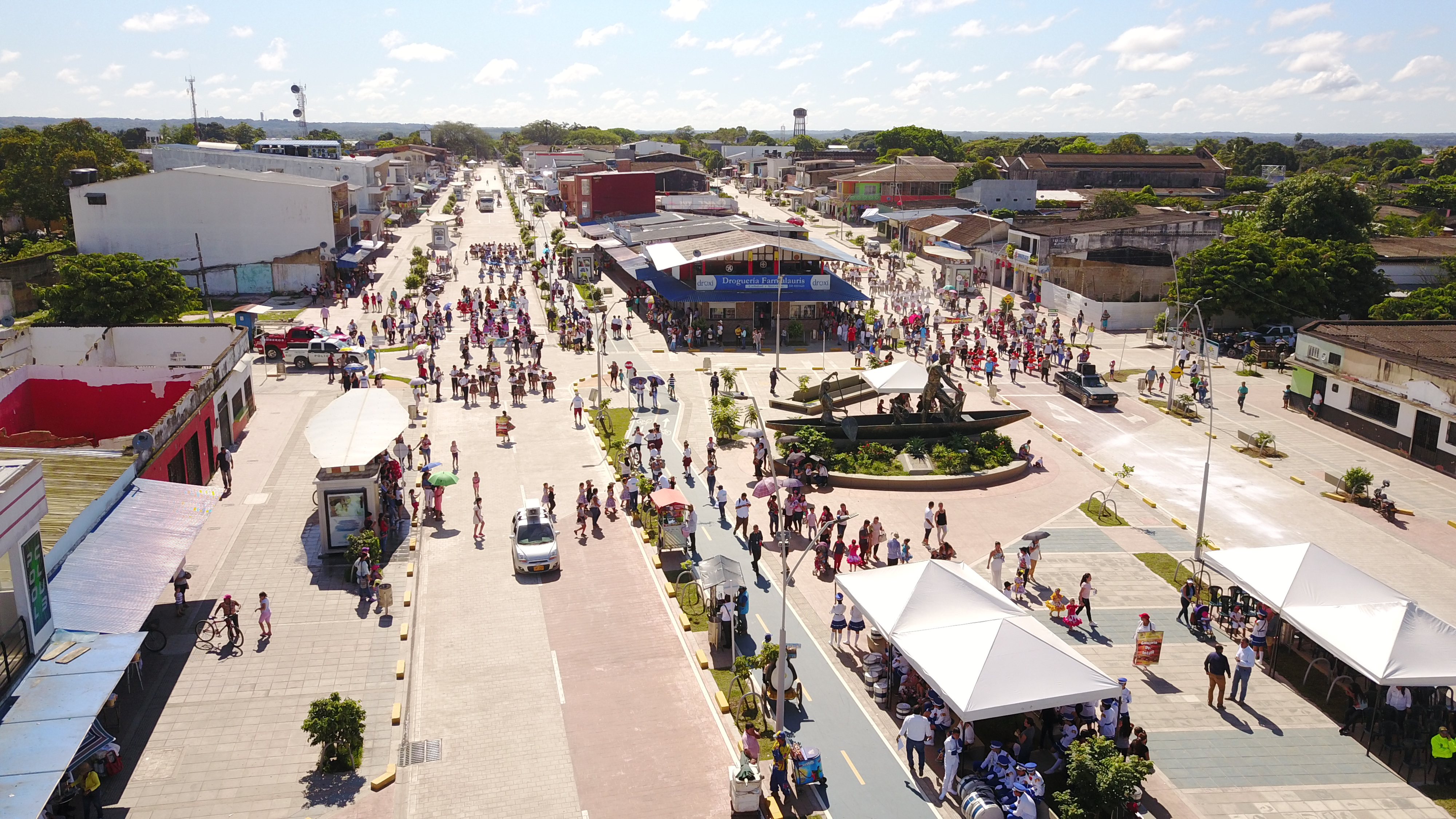
Parque el canoero después de la etapa 1 de la reforma urbanística del centro de Puerto López Meta.

En la entrada del municipio por la vía que llega de Villavicencio se encuentra este monumento en honor a los canoeros simbolizando la identidad de sus habitantes, esta obra fue realizada por el maestro Álvaro Vásquez.
El monumento en honor a todos los pescadores del municipio de Puerto López, que impulsaron su desarrollo en sus inicios, Fue reformado en el año 2017 durante la Administración del Alcalde Víctor Manuel Bravo Rodríguez, una inversión realizada con recursos propios del municipio, bajo el marco del impulso turístico del municipio, Para el fotalecimiento del comercio y su apuesta en la creación de un municipio más turístico.

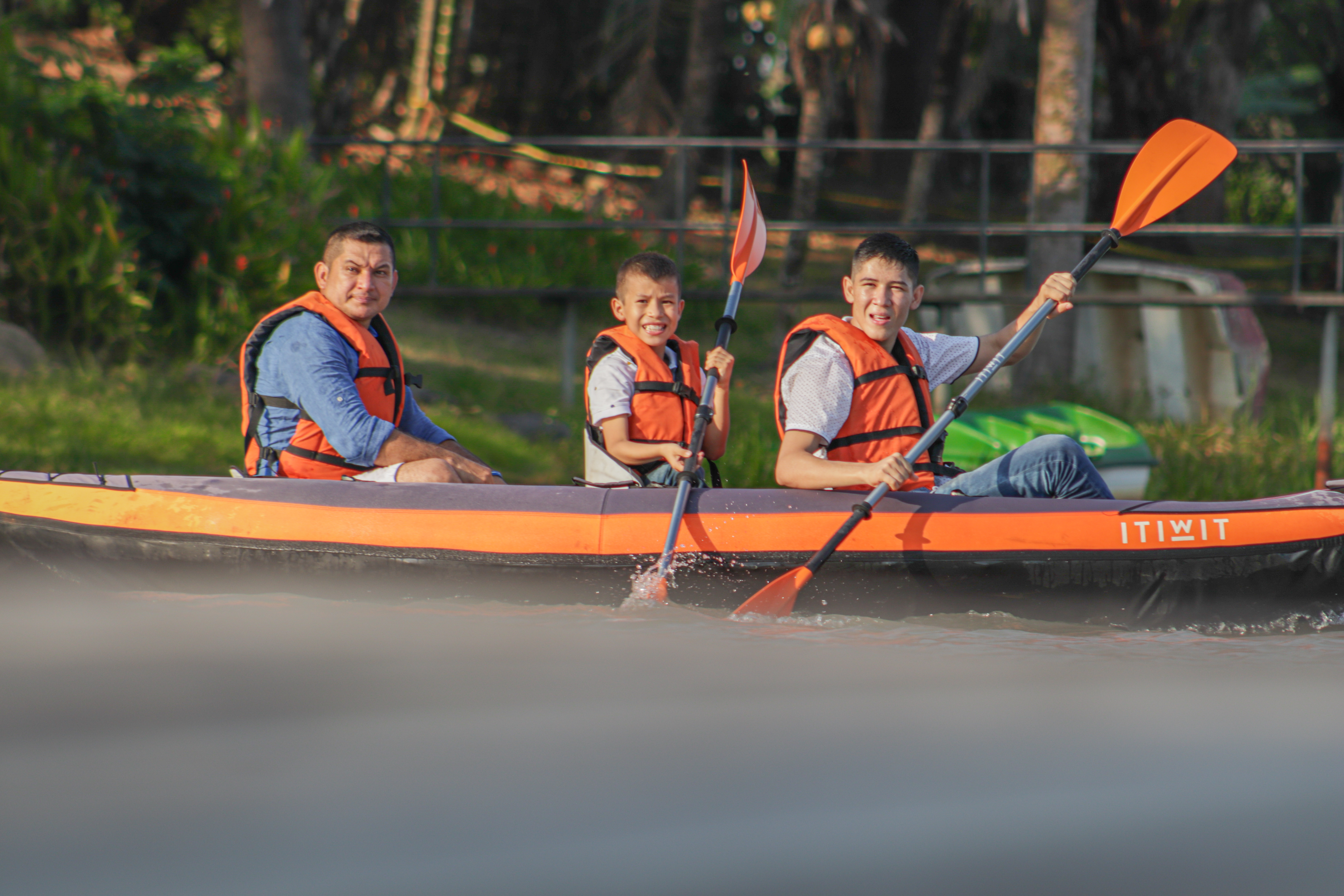
Turistas en la laguna la Venturosa haciendo kayakismo en el Katire Turístico

### Símbolos
Bandera
La bandera del municipio de Puerto López, Meta, Fue creada en el año 1955 por diferentes personalidades del poblado. Está compuesta por tres franjas de colores: Rojo la cual significa, la sangre derramada por quienes lucharon y murieron defendiéndose de quienes oprimían al pueblo colombiano y que gesto la violencia del 1948; El blanco, la pureza del hombre, del colono y del llanero que habitaron este municipio; y el Verde, un Homenaje a Nuestra tierra llanura, a sus paisajes, a la hermosura de nuestros morichales y a toda la diversidad de flora que existe en este territorio.
Escudo
El escudo del municipio de Puerto López Meta, fue creado en el año 1955 por diferentes personalidades del poblado, sus heterogéneas figuras hacen alegoría a la riqueza económica y paisajista del municipio. el escudo es sostenido por un ancla, como símbolo de un puerto fluvial; pegado a esta hay una cinta que se entrelaza y en la parte superior se escriben las palabras libertad y trabajo, y en parte inferior: Puerto López- Centro Geográfico de Colombia. Al centro se observa las figuras de una cabeza de ganado, que representa la riqueza ganadera, una espiga de arroz, que significa la producción de arroz en la región, una flor de algodón, que simboliza los extensos cultivos del mencionado producto; al centro un naciente sol rojo con un río surcado por la verde llanura, con un moriche al costado. esta figura compuesta simboliza el oriente donde está ubicado nuestro municipio, rodeado por diferentes ríos, en especial el Meta y el Metica, donde la llanura, los morichales y el río se entremezclan formando un espectáculo de poesía y embrujo portolopense. este escudo fue reemplazado en el año de 2000

## Medios de Comunicación

### Televisión abierta
El municipio es sede de un canal regional privado comercial llamado Puerto López TV que se puede ver por SPEEDNET. En la ciudad se emiten los tres canales nacionales privados Canal 1, Caracol Televisión y Canal RCN y los dos canales nacionales públicos Canal Institucional y Señal Colombia via TDT.

### Televisión por suscripción
EL municipio cuenta con múltiples servicios de televisión satelital digital como DirecTV, Claro y Movistar, y televisión digital por cable Ofrecidas por HV Televisión, SPEEDNET quienes a su vez también ofrecen el servicio de internet mediante fibra óptica a la población del casco urbano, cabe destacar que el municipio cuenta con cobertura de internet rural prestada también por SPEEDNET mediante su casa matriz INFINTE COMPUTER, convirtiendo este servicio como la única competencia de STARLINK en el sector rural de Puerto López Meta.

### Emisoras de radio
En Puerto López Meta se pueden recepcionar las distintas emisoras en AM, FM, y en TDT, en un 70 % de las emisoras de FM está disponible el servicio RDS.

### Medios virtuales
Puerto López Meta cuenta con 3 importantes medios de comunicación virtual, que se encargan de mantener informada la comunidad estos medios operan en la red de Facebook y son: PUERTO LOPEZ AL DIA, MI PUERTO LOPEZ Y LA 8, recalcando que el único con página web vigente es Puerto López Al día mediante el enlace noticiasdepuertolopez.com

## Servicios públicos
- Energía Eléctrica: Electrificadora del Meta (EMSA), es la empresa prestadora del servicio de energía eléctrica.
- Gas Natural: Llanogas, es la empresa distribuidora y comercializadora de gas natural en el municipio.